# Orbite aréocentrique

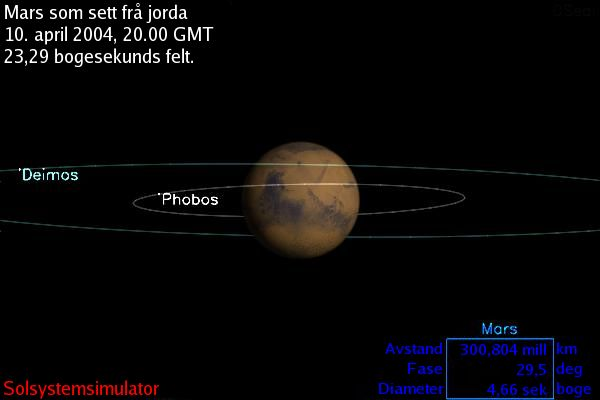
Simulation des orbites des satellites naturels Déimos et Phobos autour de Mars.

Une orbite aréocentrique est une orbite autour de la planète Mars. C'est l'équivalent martien des orbites géocentriques autour de la Terre. Le préfixe aréo- est dérivé d'Arès, le dieu grec de la guerre et homologue du dieu romain Mars, avec lequel la planète a été identifiée. Le mot grec moderne pour Mars est Άρης (Áris).
Les premiers satellites artificiels en orbite aréocentrique étaient la sonde américaine Mariner 9 et les orbiteurs soviétiques Mars 2 et Mars 3 en novembre 1971.